# Білорусь на Чемпіонаті світу з водних видів спорту 2015
Білорусь взяла участь у Чемпіонаті світу з водних видів спорту 2015, який пройшов у Казані (Росія) від 24 липня до 9 серпня.

## Медалісти
| Медаль | Ім'я          | Вид спорту  | Дисципліна | Дата     |
| ------ | ------------- | ----------- | ---------- | -------- |
| 3      | Яна Нестряєва | Хай-дайвінг | Жінки      | 4 серпня |

## Стрибки у воду
Білоруські спортсмени кваліфікувалися на змагання з індивідуальних стрибків у воду.
Чоловіки
| Спортсмен                     | Дисципліна                 | Попередні змагання | Попередні змагання | Півфінали       | Півфінали       | Фінал            | Фінал            |
| Спортсмен                     | Дисципліна                 | Очки               | Місце              | Очки            | Місце           | Очки             | Місце            |
| ----------------------------- | -------------------------- | ------------------ | ------------------ | --------------- | --------------- | ---------------- | ---------------- |
| Євгеній Корольов              | Трамплін, 1 метр           | 352.70             | 15                 | Н/Д             | Н/Д             | Завершив виступ  | Завершив виступ  |
| Євгеній Корольов              | Трамплін, 3 метри          | 341.10             | 41                 | Завершив виступ | Завершив виступ | Завершив виступ  | Завершив виступ  |
| Вадим Каптур                  | Вишка, 10 метрів           | 456.30             | 12 Q               | 440.30          | 12 Q            | 455.20           | 9                |
| Вадим Каптур Євгеній Корольов | Синхронна вишка, 10 метрів | 373.92             | 13                 | Н/Д             | Н/Д             | Завершили виступ | Завершили виступ |

Жінки
| Спортсменка       | Дисципліна       | Попередні змагання | Попередні змагання | Фінал            | Фінал            |
| Спортсменка       | Дисципліна       | Очки               | Місце              | Очки             | Місце            |
| ----------------- | ---------------- | ------------------ | ------------------ | ---------------- | ---------------- |
| Альона Хамулькіна | Трамплін, 1 метр | 237.90             | 16                 | Завершила виступ | Завершила виступ |

Змішаний
| Спортсмени                     | Дисципліна | Фінал  | Фінал |
| Спортсмени                     | Дисципліна | Очки   | Місце |
| ------------------------------ | ---------- | ------ | ----- |
| Вадим Каптур Альона Хамулькіна | Команда    | 352.00 | 10    |

## Хай-дайвінг
Одна спортсменка Білорусі кваліфікувалася на змагання з хай-дайвінгу.
| Спортсменка   | Дисципліна | Очки   | Місце |
| ------------- | ---------- | ------ | ----- |
| Яна Нестряєва | жінки      | 233.10 |       |

## Плавання
Білоруські плавці виконали кваліфікаційні нормативи в дисциплінах, які наведено в таблиці (не більш як 2 плавці на одну дисципліну за часом нормативу A, і не більш як 1 плавець на одну дисципліну за часом нормативу B):
Чоловіки
| Спортсмен                                                | Дисципліна                           | Попередній заплив | Попередній заплив | Півфінал        | Півфінал        | Фінал            | Фінал            |
| Спортсмен                                                | Дисципліна                           | Час               | Місце             | Час             | Місце           | Час              | Місце            |
| -------------------------------------------------------- | ------------------------------------ | ----------------- | ----------------- | --------------- | --------------- | ---------------- | ---------------- |
| Віктор Красочко                                          | 200 м вільним стилем                 | 1:54.36           | 64                | Завершив виступ | Завершив виступ | Завершив виступ  | Завершив виступ  |
| Арсеній Кухарєв                                          | 100 м вільним стилем                 | 50.21             | 44                | Завершив виступ | Завершив виступ | Завершив виступ  | Завершив виступ  |
| Антон Латкін                                             | 50 м вільним стилем                  | 22.67             | =27               | Завершив виступ | Завершив виступ | Завершив виступ  | Завершив виступ  |
| Павло Санкович                                           | 50 м на спині                        | 24.97             | 8 Q               | 25.02           | 10              | Завершив виступ  | Завершив виступ  |
| Павло Санкович                                           | 100 м на спині                       | 55.79             | 35                | Завершив виступ | Завершив виступ | Завершив виступ  | Завершив виступ  |
| Павло Санкович                                           | 100 м батерфляєм                     | 52.29             | 16 Q              | 52.63           | 16              | Завершив виступ  | Завершив виступ  |
| Ілля Шиманович                                           | 200 м брасом                         | 2:16.02           | 37                | Завершив виступ | Завершив виступ | Завершив виступ  | Завершив виступ  |
| Віктор Стаселович                                        | 50 м на спині                        | 25.85             | 32                | Завершив виступ | Завершив виступ | Завершив виступ  | Завершив виступ  |
| Євген Цуркін                                             | 100 м вільним стилем                 | 49.67             | 31                | Завершив виступ | Завершив виступ | Завершив виступ  | Завершив виступ  |
| Євген Цуркін                                             | 50 м батерфляєм                      | 23.49             | =9 Q              | 23.41           | 11              | Завершив виступ  | Завершив виступ  |
| Євген Цуркін                                             | 100 м батерфляєм                     | 52.73             | 26                | Завершив виступ | Завершив виступ | Завершив виступ  | Завершив виступ  |
| Арсеній Кухарєв Антон Латкін Євген Цуркін Артем Мачекін  | естафета 4x100 метрів вільним стилем | 3:18.40           | 18                | Н/Д             | Н/Д             | Завершили виступ | Завершили виступ |
| Артем Мачекін Павло Санкович Ілля Шиманович Євген Цуркін | естафета 4x100 метрів комплексом     | 3:38.23           | 15                | Н/Д             | Н/Д             | Завершили виступ | Завершили виступ |

Жінки
| Спортсменка           | Дисципліна           | Попередній заплив | Попередній заплив | Півфінал         | Півфінал         | Фінал            | Фінал            |
| Спортсменка           | Дисципліна           | Час               | Місце             | Час              | Місце            | Час              | Місце            |
| --------------------- | -------------------- | ----------------- | ----------------- | ---------------- | ---------------- | ---------------- | ---------------- |
| Олександра Герасименя | 50 м вільним стилем  | 25.20             | 18                | Завершила виступ | Завершила виступ | Завершила виступ | Завершила виступ |
| Олександра Герасименя | 100 м вільним стилем | 54.90             | =16 Q             | 54.68            | 15               | Завершила виступ | Завершила виступ |
| Світлана Хохлова      | 50 м на спині        | 28.62             | 17                | Завершила виступ | Завершила виступ | Завершила виступ | Завершила виступ |
| Аліна Змушко          | 50 м брасом          | 31.65             | =26               | Завершила виступ | Завершила виступ | Завершила виступ | Завершила виступ |
| Аліна Змушко          | 100 м брасом         | 1:11.39           | 43                | Завершила виступ | Завершила виступ | Завершила виступ | Завершила виступ |

## Синхронне плавання
Повна команда білоруських спортсменок кваліфікувалася на змагання з синхронного плавання в наведених нижче дисциплінах.
| Спортсменка | Дисципліна                    | Попередні змагання | Попередні змагання | Фінал            | Фінал            |
| Спортсменка | Дисципліна                    | Очки               | Місце              | Очки             | Місце            |
| --- | ----------------------------- | ------------------ | ------------------ | ---------------- | ---------------- |
| Ірина Лиманівська Вероніка Єсіпович | дует, технічна програма       | 79.1333            | 19                 | Завершили виступ | Завершили виступ |
| Ірина Лиманівська Вероніка Єсіпович | дует, довільна програма       | 79.9000            | 18                 | Завершили виступ | Завершили виступ |
| Ірина Лиманівська Анастасія Новосьолова Ганна Шульгіна Ольга Талейко Анастасія Тарахович Домініка Циплакова Валерія Волосач* Ельміра Вардак* Вероніка Єсіпович Їя Жишкевич | група, технічна програма      | 80.2507            | 14                 | Завершив виступ  | Завершив виступ  |
| Ірина Лиманівська Анастасія Новосьолова* Ганна Шульгіна Ольга Талейко Анастасія Тарахович Домініка Циплакова Валерія Волосач Ельміра Вардак* Вероніка Єсіпович Їя Жишкевич | група, довільна програма      | 81.6000            | 13                 | Завершили виступ | Завершили виступ |
| Ірина Лиманівська Анастасія Новосьолова Ганна Шульгіна Ольга Талейко Анастасія Тарахович Домініка Циплакова Валерія Волосач Ельміра Вардак Вероніка Єсіпович Їя Жишкевич   | комбінація, довільна програма | 81.8333            | 11 Q               | 82.3000          | 12               |